# Alfred Osmani
Alfred Osmani (20 de Fevereiro de 1983, em Durrës, Albânia) é um futebolista albanês que joga como goleiro no Besa Kavajë da Albânia . 

## História
Alfred Osmani começou sua carreira profissional em 2000 no Teuta Durrës, permanecendo por três temporadas. Em 2003 ele foi transferido para o Shkumbini Peqin. Na temporada 2003-04 ele jogou pelo Besa Kavajë. Na temporada 2004-05 ele voltou para o Teuta Durrës. Um ano depois voltou para o Shkumbini Peqin, e novamente em 2006 voltou para o Teuta Durrës. Em 2008 ele jogou pelo Tirana e o Elbasan. Na temporada 2009-10 ele jogou pela primeira vez na segunda divisão do campeonato albanês pelo Kamza. No começo da temporada 2010-11 ele foi transferido para o Besa Kavajë. 